# Pot à feu

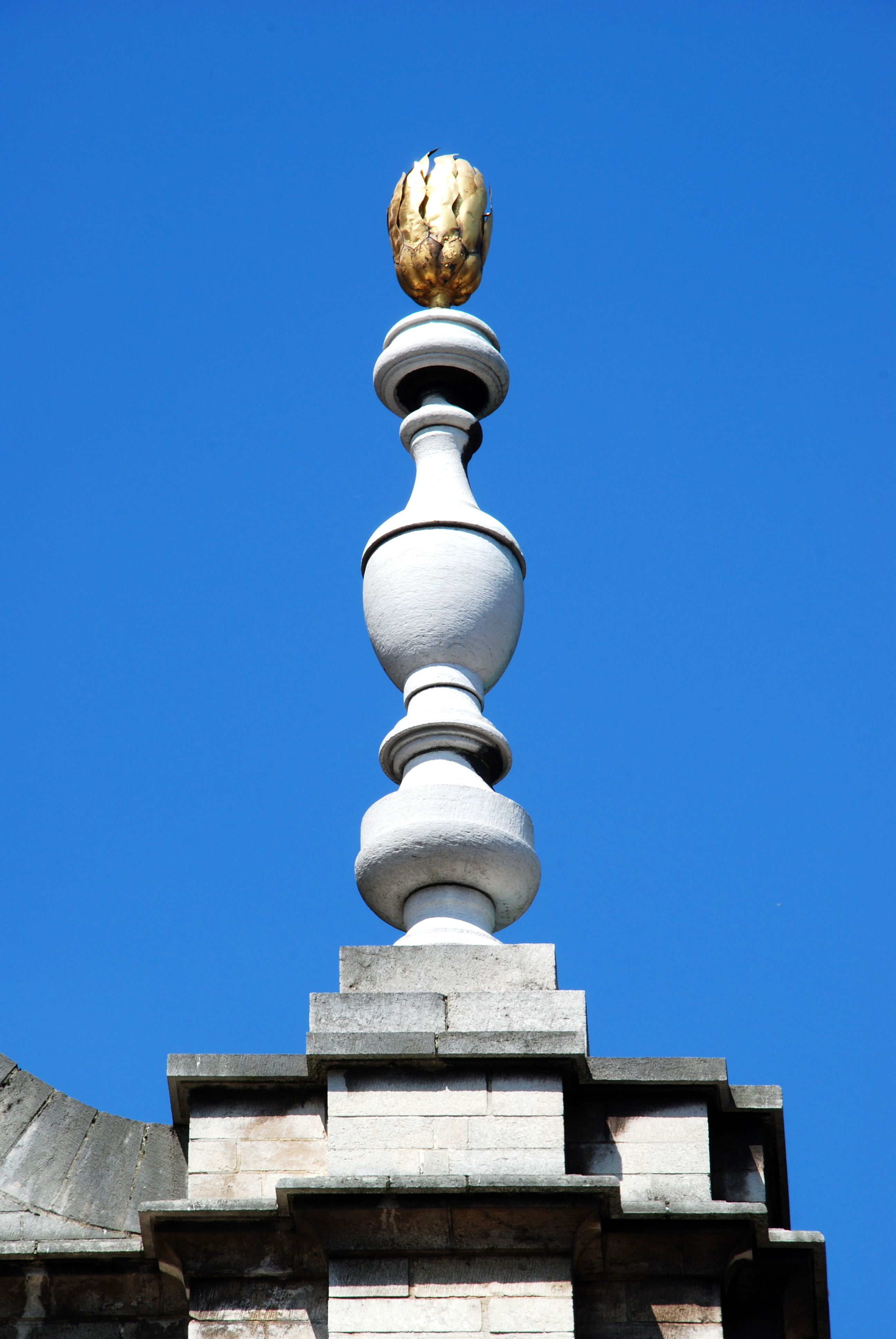
Église Notre-Dame-du-Finistère
(Bruxelles).

Le pot à feu est un ornement architectural composé d'un vase en pierre en ronde-bosse surmonté d'une flamme.
Ce motif, utilisé surtout à partir du XVIe siècle, se retrouve principalement dans l'architecture classique et dans l'architecture baroque ; il est inspiré de pièces d'artifice en forme de pot et remplies de fusées. Il est habituellement placé en amortissement.
Dans l'art funéraire, il désigne l'urne à flamme, appelée aussi torchère ou cassolette, vase d'où jaillit la flamme éternelle du souvenir.

## Le pot à feu dans l'architecture baroque religieuse
Dans l'architecture baroque religieuse, les pots à feu sont fréquemment utilisés pour sommer les frontons à volutes qui couronnent les façades des églises baroques.

### Belgique
On les retrouve, par exemple en Belgique, au fronton de l'église Notre-Dame-du-Finistère à Bruxelles, de la chapelle Sainte-Anne de Bruxelles, de la chapelle Notre-Dame-des-Affligés de Jumet, de l'église Notre-Dame-au-Bois de Jezus-Eik, de l'église Saint-Michel de Louvain et de l'église Saint-Loup de Namur.

### France
En France, on peut voir des pots à feu sur les façades de la cathédrale Sainte-Marie-de-l 'Assomption à Vaison-la-Romaine et de l'abbaye de Saint-Michel en Thiérache dans le département de l'Aisne.

## Le pot à feu dans l'architecture baroque civile
À la même époque, les pots à feu sont également utilisés dans l'architecture baroque civile : ils ornent le fronton de plusieurs maisons baroques de la Grand-Place de Bruxelles (1697-1699) ainsi que la cour de marbre et la cour royale du château de Versailles (1679-1680), où on n'en compte pas moins de cinquante-huit. On en trouve également sur les bâtiments qui entourent la place Stanislas à Nancy. Ils sont également l'ornement des toitures de l'Hôtel-Dieu de Carpentras, où l'on peut en voir six posés au-dessus des rambardes.

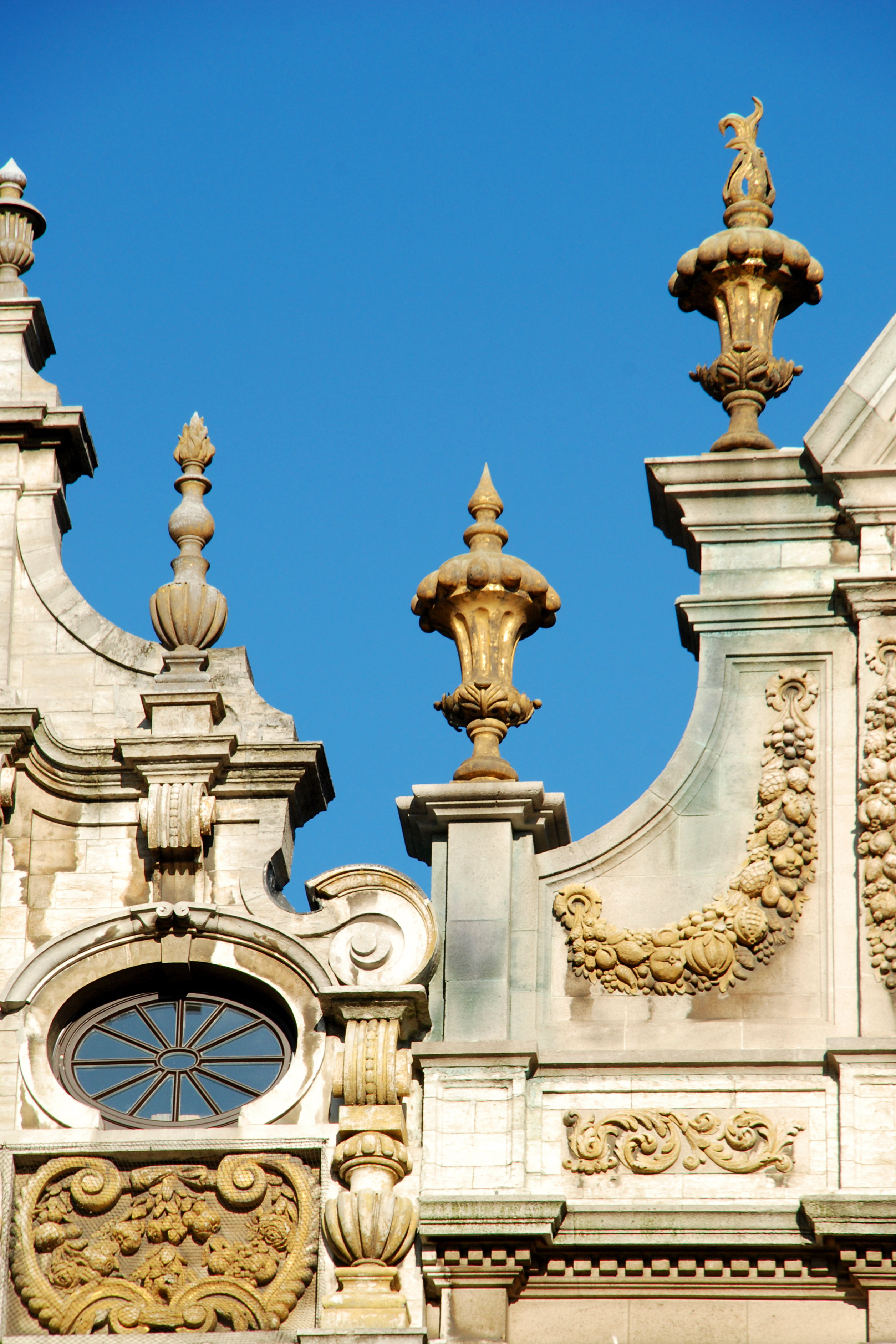
Maison de la Brouette (Grand-Place de Bruxelles).
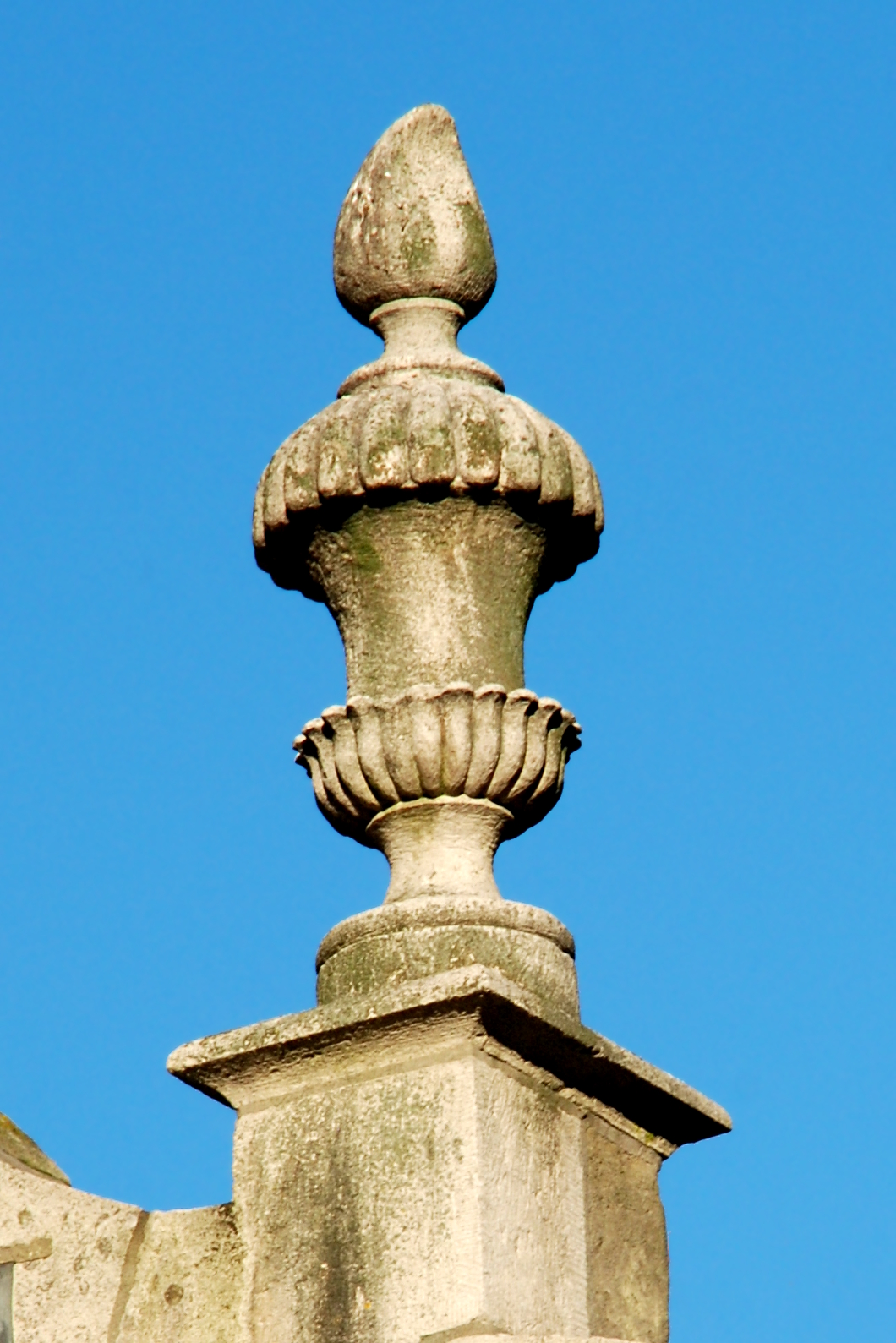
Chapelle Sainte-Anne de Bruxelles.
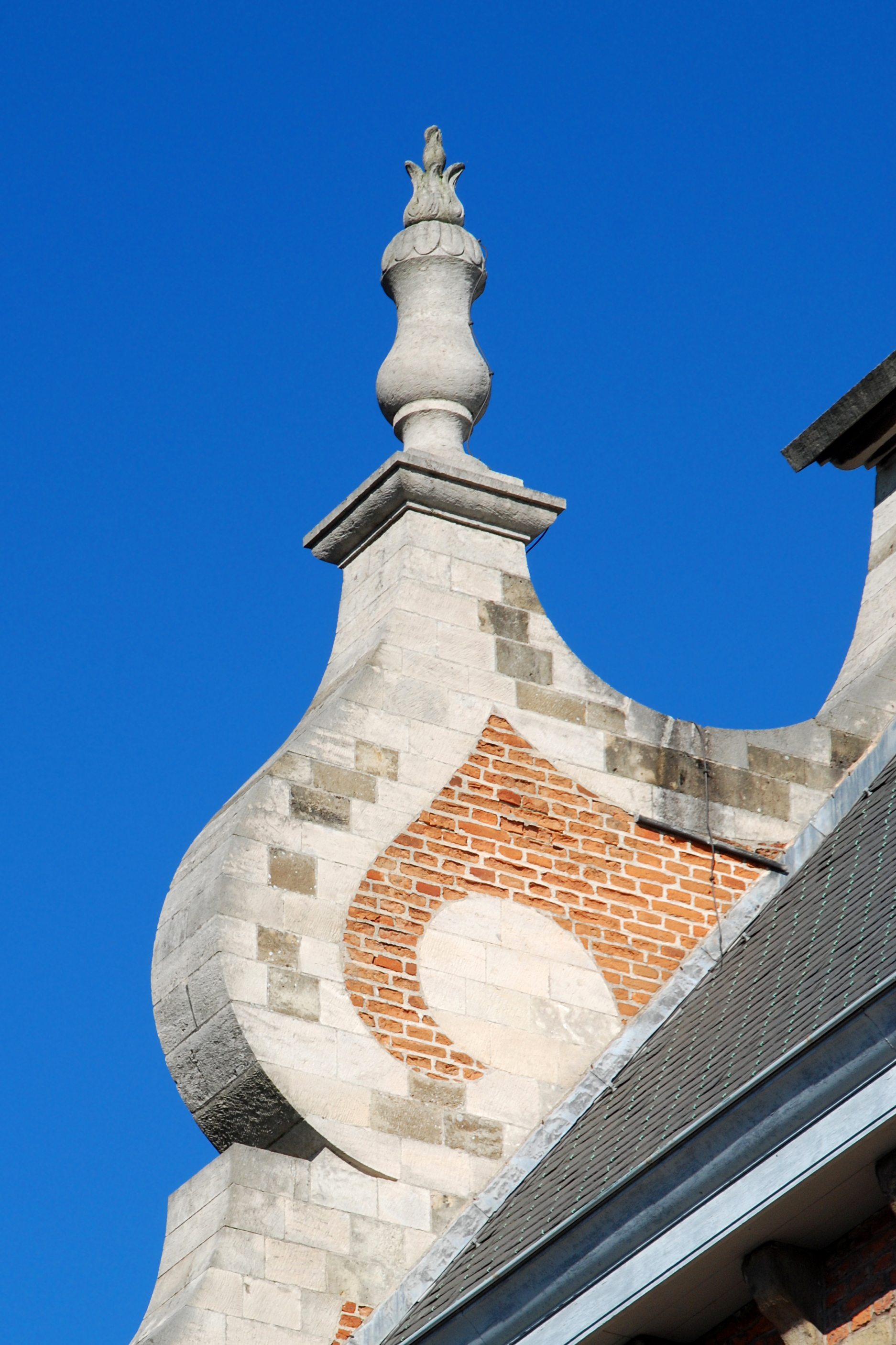
Église Notre-Dame-au-Bois.
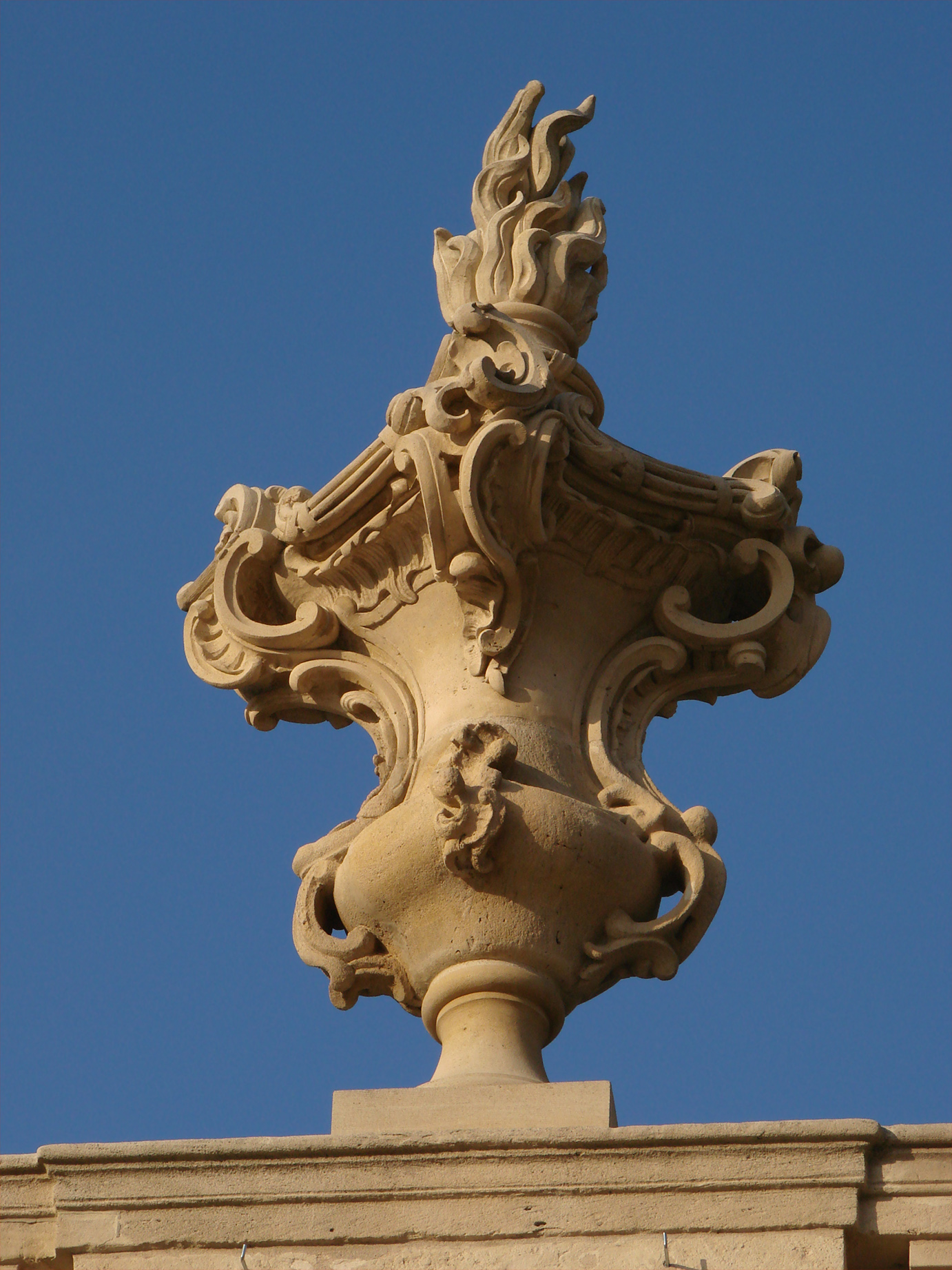
Place Stanislas (Nancy).

## Le pot à feu dans l'architecture classique
L'architecture classique recourt également à ce motif ornemental mais de façon plus variée : à l'abbaye de Parc à Louvain, les pots à feu ornent le portail et le clocher alors qu'à la cathédrale Saint-Aubain de Namur, ils décorent les parties latérales de la façade.
Dans un style plus éclectique, on retrouve des pots à feu sur la façade du Grand Palais.
En architecture militaire, il est très utilisé avec pièce d'artifice, comme à l'hôtel des Invalides.